# David Schwenk
David Schwenk (Schwenck) var en målare verksam i början av 1700-talet.
Schwenk var elev till Christopher Thomas i Stockholm och fick av denne ett intyg för att kunna resa till Reval 1701. Av Schwenks produktion känner man till ett signerat porträtt av fältmarskalken Nils Gyllenstierna af Fogelvik samt en osignerad pendang till detta föreställande hans maka Anna Kristina av Björksund och Helgö. Målningarna är i små format med en komposition av sittande figurer och en rik drapering tyder som tyder på att de användes som representationsporträtt. Målningar ansluter tydligt till David Klöcker Ehrenstrahl och man antar att det är en medveten stilistisk anslutning till äldre porträtt hos beställaren. Det är möjligt att Schwenk är identisk med en Herr David Schwenck som avled 1718 i Stockholm och vars hustru avlidit året före.   